# Cigonya collblanca asiàtica
La cigonya collblanca asiàtica o cigonya episcopal (Ciconia episcopus) és un ocell camallarg de la família dels cicònids (Ciconiidae) molt estesa per l'Àsia des de l'Índia fins a Indonèsia. És un ocell sedentari que cria als arbres, prop d'aiguamolls. Al niu, gran i fet amb pals, pon 2 - 5 ous. Generalment silenciosa, fa estrepitoses salutacions quan la parella d'adults es troba al niu.
És una au de grans dimensions, amb uns 85 cm d'alçada. De color negre brillant amb iridescències blavoses. Coll blanc cobert d'una mena de plomissa. Part superior del cap negrós. Infracobertores caudals blanques i cua blanca amb bordell negre. Potes fosques i bec negre amb punta i base rogenca.

## Llista de subespècies
Se n'han distingit dos subespècies:
- Ciconia episcopus episcopus (Boddaert) 1783. De l'Àsia meridional. Té un cap predominantment blanc, amb una zona fosca a la part superior del cap, per sobre dels ulls.
- Ciconia episcopus neglecta (Finsch) 1904. Viu a l'est d'Indonèsia.

La cigonya collblanca africana (Ciconia microscelis) (Gray,GR) 1848, ha estat considerada una subespècie de C. episcopus, però avui es considera una espècie de ple dret.